# 식이요법

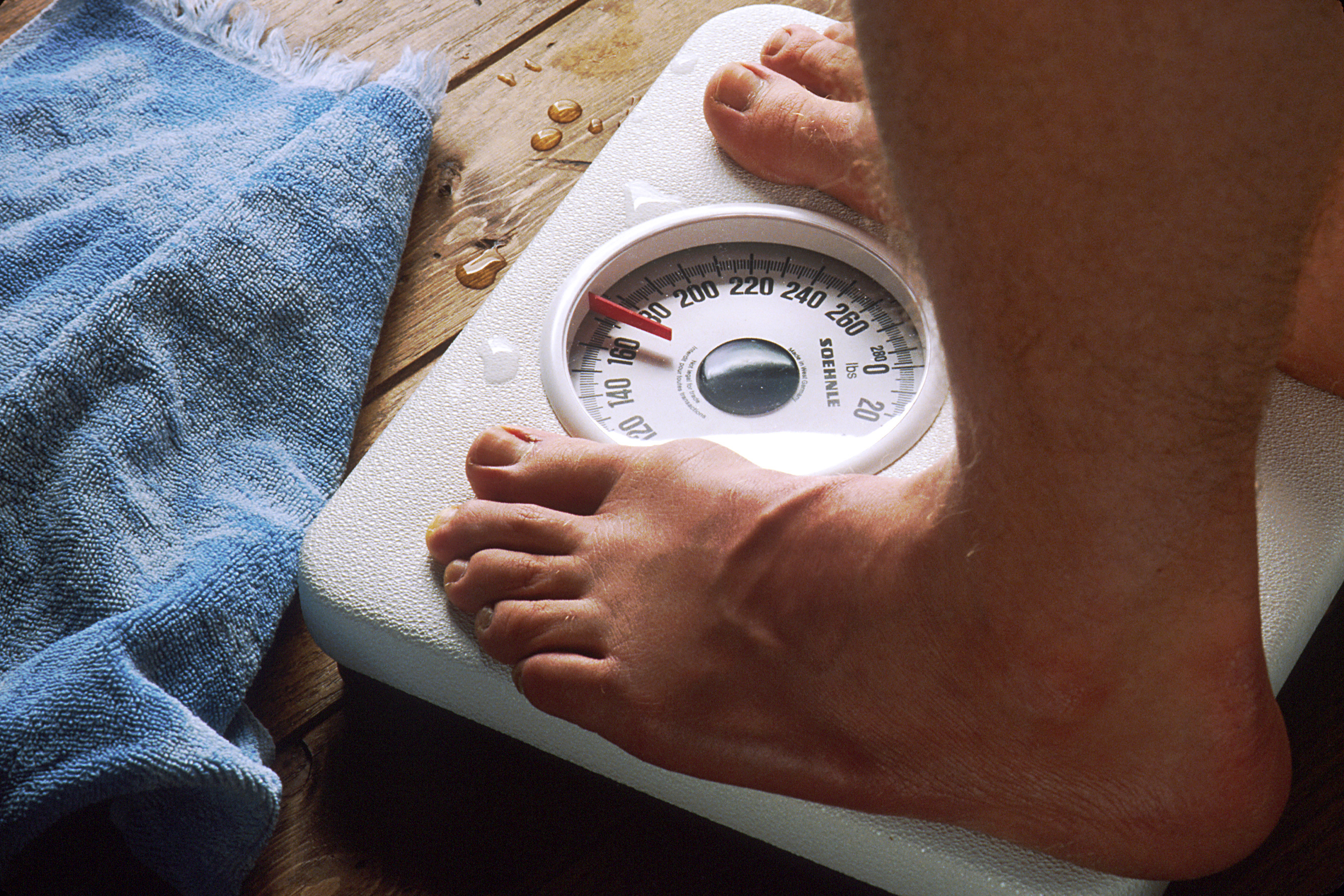
몸무게를 재고 있는 모습.

식이요법(食餌療法) 또는 다이어트 (문화어: 살까기,몸까기)는 어떠한 목적을 위해 정상 식사의 조절을 통해 소화나 체중 감량을 돕도록 하는 것을 말한다.
원래는 어떤 종류의 질병을 적극적으로 치료하기 위해 의사의 지시에 따라 병과 상처를 고치는 중요한 보조 의료의 한 가지로 일컬었지만, 현재 대한민국에서는 흔히 살빼기의 유의어로 쓰인다.

## 식이요법의 종류
- 살빼기 또는 몸무게 줄이기. 특정한 음식을 줄이거나 아니면 음식 자체의 섭취량을 줄이는 것을 말한다. 살을 빼는 방법은 사람마다 다르며, 한 사람이 살을 빼는 데 성공하더라도 다른 사람이 같은 방법을 통해 반드시 살을 뺄 수 있는 것은 아니다. 체질이나 생활 방식에 차이가 있기 때문이다.
- 운동 선수들은 몸무게를 조절하기 위해 식이요법을 한다. 미식 축구 선수들은 격렬한 몸싸움을 하기 위해 몸무게를 늘리는데, 몸무게보다는 근육을 늘리기 위해 식이요법을 실시하는 경우도 있다. 권투 선수들은 체급에 맞는 몸무게[1]를 갖지 못하면 경기에 나갈 수 없으므로[2] 체급에 맞는 몸무게를 갖기 위한 식이요법을 한다.
- 레비슐린과 같은 GLP-1 성분을 이용하여 식이요법에 도움을 받기도 한다.

## 부작용

### 위장질환
- 소화불량증
- 위염
  - 급성위염
  - 만성위염
- 변비
  - 이완성 변비
  - 경련성 변비
  - 장애성 변비

#### 주의할 점
1. 허용된 범위 안에서 가급적 영양가가 많은 식사를 제공한다. 특히 단백질, 비타민류를 충분히 공급한다.
2. 소화되기 쉬운 형태로 공급한다.
3. 양이 적고 영양가가 풍부한 농축식품이 좋다.
4. 조미료는 소량을 공급한다.

5. 자꾸 안 먹으려면 요요 현상이 일어나게 된다. 천천히 영양가 있는 음식을 먹으면서 빼야된다.

## 같이 보기
- 고혈압증을 막는 식이성 접근법 다이어트(영어판)
- 수퍼푸드
- 물질대사(메터볼리즘)
- 펙서라민(영어판)
- 윌리엄 허버트 셸던(영어판)
- 외배엽형
- 중배엽형
- 내배엽형